# Roger Courteville
Roger Pierre Gaston Courteville, plus communément appelé Roger Courteville, est un militaire, ingénieur, explorateur-aventurier, cartographe et écrivain français, né le 7 octobre 1897 à Paris 18e et mort le 13 octobre 1963 à Saint-Maurice (Val-de-Marne).
Il est parfois cité pour avoir déclaré avoir vu l'explorateur anglais Percy Fawcett en 1927 sur une route du Minas Gerais (Brésil), alors que ce dernier avait été déclaré disparu en pleine forêt amazonienne — à plusieurs centaines de kilomètres au nord.

## Biographie
Très peu de choses nous sont connues de la jeunesse de Roger Courteville. Il se spécialisa tôt dans la médecine ou l'ingénierie et fut diplômé avant 1920; il fut vraisemblablement militaire. 
Dès 1919, il suivit une mission militaire française au Brésil et s'y installa. Il s'y maria vers 1920, avec une dénommée Marthe, brésilienne de l'état de Minas Gerais.
Dès 1926, il avait visiblement réuni assez de fonds pour entreprendre son premier voyage exploratoire — et une première mondiale — en traversant l'Amérique du Sud en automobile, de Rio de Janeiro (Brésil) à Lima (Pérou) en passant par La Paz (Bolivie). Le voyage dura environ cinq mois, de septembre 1926 à janvier 1927. Courteville est accompagné de son épouse Marthe et de Julio Kotzent, un mécanicien brésilien de l'état de Sāo Paulo.
Avant de revenir en Europe en 1927, il rencontra Brian Fawcett, second fils de l'explorateur disparu Percy Fawcett et employé aux Chemins de fer du Pérou, pour lui dire qu'il avait vu son père, les vêtements en loques sur une route du Minas Gerais.
Le 23 janvier 1930, Courteville anime une émission sur Radio-Paris, consacrée à un voyage entre Buenos Aires (Argentine) et la forêt amazonienne.
Courteville retourna à plusieurs reprises sur le continent sud-américain, notamment à la fin des années 1920 et dans les années 1930. Il possédait une fazenda (domaine agricole) près de Vila Bela da Santíssima Trindade dans le Mato Grosso brésilien, à la frontière avec la Bolivie.
Il se consacra jusqu'au milieu des années 1950 à la publication de ses récits d'aventures.

## Œuvres
Liste des livres écrits par Courteville (sans les rééditions):
- La Première Traversée de l'Amérique du Sud en automobile. De Rio de Janeiro à la Paz et Lima. Avec 49 photographies et une carte hors texte, Paris, impr. et libr. Plon
- Fauves humains de l'Amazonie, Ouvrage illustré de 16 planches hors texte, Saint-Germain-les-Corbeil, impr. Willaume, 1932
- Annuaire général, transports, 1934 (356 p.)
- Le Matto-Grosso, préface du général G. Perrier, Paris, éd. Payot, 1938
- 5.000 kilomètres en Amazonie : Vers les sources de l'Amazone, Paris, E. Flammarion, 1946
- Avec les Indiens inconnus de l'Amazonie, Paris, éd. Amiot, Dumont, 1951
- L'Anis et la Réglisse dans les élixirs de longue vie, 1954(?)
- Mato-Grosso : terre inconnue, Préface du Dr J. de Barle, Paris, Éditions du Vieux Colombier, 1954[9]

### Publications
De novembre 1937 à février 1939, il publie dans la revue de bande dessinée Bayard, un récit illustré sur ses aventures: Le Roi de la Cordillère, du 28 novembre 1937 au 5 février 1939, no 100 à 162.
En 1951, il est fait mention de deux articles de presse publiés par Courteville.
En 1952, R. Courteville publia un article dans le journal Science et Vie avec les « dernières photographies » de l'explorateur français Jules Crevaux, qu'il aurait « retrouvées ». Les photos auraient coûté la vie à ce dernier, car les membres de la tribu Toba qu'il photographiait auraient craint un envoûtement et l'auraient mis à mort pour éviter qu'il ne prenne le contrôle de leurs âmes. La narration de Courteville quant à la disparition de Crevaux fut cependant mise en doute par une étude ultérieure, notamment concernant la datation exacte de ces « dernières photographies ».